# Косяково (Московская область)
Косяково — село в Воскресенском муниципальном районе Московской области. Входит в состав сельского поселения Фединское. Население — 688 чел. (2010).

## География
Село Косяково расположено в юго-западной части Воскресенского района, примерно в 10 км к северо-западу от города Воскресенска. Высота над уровнем моря 114 м. Рядом с селом протекает река Отра. В селе 2 улицы — Молодёжная и Юбилейная. Ближайшие населённые пункты — деревни Аргуново и Субботино.

## История
В 1926 году село являлось центром Косяковского сельсовета Спасской волости Бронницкого уезда Московской губернии, имелось управление милиции и волостной исполнительный комитет.
С 1929 года — населённый пункт в составе Ашитковского района Коломенского округа Московской области. 20 мая 1930 года деревня была передана в Воскресенский район.
До муниципальной реформы 2006 года Косяково входило в состав Марчуговского сельского округа Воскресенского района.

## Население
В 1926 году в селе проживало 1136 человек (525 мужчин, 611 женщин), насчитывалось 231 хозяйство, из которых 229 было крестьянских. По переписи 2002 года — 650 человек (296 мужчин, 354 женщины).
| 1926 | 2002 | 2010 |
| ---- | ---- | ---- |
| 1136 | ↘650 | ↗688 |